# Pieter Kok
Pieter Kok (Broek in Waterland, 25 juli 1980) is een Nederlands radiopresentator. Hij verwierf bekendheid als sidekick in Effe Ekdom op NPO 3FM.

## Loopbaan
Kok begon op 16-jarige leeftijd als diskjockey bij de lokale omroep Waterland FM. Hij volgde een opleiding tot muziekproducent aan de School of Audio Engineering (SAE) en vervolgens deed hij een studie Audio Design aan de Hogeschool voor de Kunsten.

### NPO 3FM
Kok is sinds 2010 met name bekend als de producer en sidekick van Gerard Ekdom. Hij was jarenlang de vaste co-presentator bij diens radioprogramma Effe Ekdom op NPO 3FM. Kok werd door Ekdom steevast Pietertje genoemd. Vanaf het najaar van 2018 was Kok te horen als sidekick van het programma Partij voor de Vrijdag van Rob Janssen op vrijdagavond. 

### NPO Radio 2
Vanaf 2015 was Kok te horen als sidekick van het radioprogramma Ekdom in de Morgen op NPO Radio 2. Ook van dit programma deed hij de productie. 

### NPO Radio 6
In 2014 en 2015 had Kok zijn eigen radioprogramma Zet 'm op Pieter op NPO Radio 6. Hierna werkte hij op de achtergrond mee bij diverse programma's. 

### NH Radio
Kok was hij lange tijd co-host van Keur In De Middag op NH Radio. Op 14 augustus werd bekend dat hij per 7 september 2020 de ochtendshow van NH Radio voor zijn rekening neemt. Hij volgde Jeanne Kooijmans op. 

## Trivia
- Naast zijn radiowerk heeft Kok een aantal muzikale producties op zijn naam staan. Zo produceerde hij in 2006 het liedje 'Als je maar gelukkig bent' voor Gordon en Lange Frans. Voor Lange Frans produceerde hij '22 baco', dat Lange Frans samen met Baas B vertolkte.
- Vanaf december 2018 was Kok een van de vaste chefs bij RTL Koffietijd.
- In 2023 deed Kok mee aan het televisieprogramma De Alleskunner VIPS waar hij op de 20ste plaats eindigde.

Jaap Brienen · Vincent Gerhardt · Angelique Houtveen · Pieter Kok · Corné Klijn · Winfried Baijens · Mijke van Wijk · Co de Kloet · Astrid de Jong · Gerard Ekdom · Ruben Hein · Tuffie Vos · Edwin Rutten · Jeroen Kijk in de Vegte · Rudy Mackay · Alfred van de Wege · Giel Beelen · Leo Blokhuis · Dolf Jansen · Frank Jochemsen · Wilfried de Jong